# Jürgen Tomicek
Jürgen Tomicek (* 17. Mai 1957 in Kempten (Allgäu)) ist ein deutscher Karikaturist. Er arbeitet und lebt heute im westfälischen Werl.
Die Karikaturen von Tomicek werden von Zeitungen und Zeitschriften in Deutschland, Österreich und der Schweiz täglich in millionenfacher Auflage gedruckt. Nachdem der Werler anfangs in der Lokalausgabe der Heimatzeitung Westfalenpost regelmäßig seine humoristisch-kritischen Bildkommentare zum kommunalpolitischen Geschehen präsentiert hatte, machte der damals hauptberufliche Polizist als Karikaturist Karriere. Heute zählt er zu den profiliertesten satirischen Pressezeichnern im deutschsprachigen Raum. Die Berliner Bühne und die weite Welt sind nunmehr seine bevorzugten Themen.

## Leben
In der Schule war Tomicek der Klassenclown, wie er selbst rückblickend gesteht. Nach seiner Schulzeit in Bad Bergzabern und Werl absolvierte er von 1972 bis 1975 in Werl eine Lehre zum Industriekaufmann mit ersten Arbeiten in den Bereichen Werbegrafik und Produktzeichnung. Nächte hindurch übte sich Jürgen Tomicek während seiner Schul- und Lehrzeit vor allem im Porträtzeichnen, wenngleich er vor einiger Zeit noch im Gespräch erklärte:

„Ich wollte das Zeichnen niemals zum Beruf machen, dazu ist es viel zu schön“

Ein Stipendium, das in jungen Jahren eventuell der Einstieg zur hauptberuflichen Tätigkeit als Künstler hätte sein können, lehnte er ab.
Einer Leidenschaft folgend, schloss sich 1975 ein Berufswechsel an: Ausbildung zum Polizisten und eine mehrjährige Diensttätigkeit in Köln, Dortmund und später Werl als Motorradpolizist. Mit Buchillustrationen – darunter ein Werk zur Geschichte des Schutzmannes – sowie Zeichnungen für die Gewerkschaftszeitung der Polizei beschäftigte er sich in dieser Zeit.
Richtig entdeckt wurden seine Fähigkeiten bei einer Veranstaltung der Tageszeitung Westfalenpost (WP). Beworben hatte sich Tomicek dort als Schnellzeichner. Von 1982 an brachte er dort örtliche Themen als satirisch-bildhafte Kommentare zu Papier. Seit 1984 druckt die WP (Hauptredaktion Hagen) auch in ihrem überregionalen Teil Karikaturen von Jürgen Tomicek. Gefördert wurde Tomicek hauptsächlich von Ralf Rensmann, Kunsthistoriker und Leiter der WP-Lokalredaktion in Werl:

„Seine spitze Feder bewegte sich nie auf dem Drahtseil für kalten Zynismus. Vielmehr ist er ein Artist unter der Kuppel der feinen Ironie. Tomicek taucht die Mächtigen der Kontinente, die Großkopferten der Geschichte in die Tinte des Menschlichen. Seine Feder macht die Titelhelden zu Menschen wie du und ich.“

Wohl auch deshalb hat noch keines der „Opfer“ den Karikaturisten wegen Beleidigung verklagt.
Inzwischen versendet Jürgen Tomicek, der sich selbst als eine „Symbiose aus Journalist und Künstler“ sieht, täglich jeweils ein bis drei seiner Federzeichnungen – teils farbig koloriert – an rund 50 Redaktionen in Deutschland, Österreich und der Schweiz. Von der Aachener Zeitung und der Kölnischen Rundschau im Westen bis hin zu großen Berliner Zeitungen und zur Freien Presse (Chemnitz) im Osten sowie vom Flensburger Tageblatt im Norden bis hin zum Münchner Merkur, zur Augsburger Allgemeinen und dem Neuen Tag (Weiden) im Süden reicht sein Verbreitungsgebiet.
Heute lebt und arbeitet der freischaffende Karikaturist in Westönnen, einem Ortsteil von Werl. Nachdem er 1984 heiratete, wohnt er dort zusammen mit seiner Frau und den gemeinsamen Kindern.

## Werke
Neben zahlreichen Ausstellungen im In- und Ausland erscheinen seit 1989 regelmäßig thematische Jahrbücher, die der Künstler mit unterschiedlichen Verlagen zusammen herausgegeben hat:
- Jahrbücher (6) 1989–95: Tomicek '89, Halt Polizei!, Kohldampf, Deutschland unterm Strich, Tomicek's Pressewesen 1994 und Tomicek's Pressewesen 1995, AY-Verlag, Olpe-Rhode
- Jahrbücher (2) 1996–97: Sternzeichen und Kassensturz, Grobbel-Verlag, Schmallenberg-Bad Fredeburg
- Jahrbücher (7) 1998–2004: Das war's dann wohl!, St(r)ichproben '99, Ansichtssachen, Geldwechsel, (Sa)tierisch ernst, Frisch gestrichen und Vom Leben gezeichnet, Aschendorff-Verlag, Münster
- Jahrbücher (3) 2005–07: Eigentore, Der Kanzlerin  und Berliner Torheiten, Ad-Medien, Wickede (Ruhr)

Seit 2007 erscheinen seine Karikaturen-Jahrbücher in dem dafür von ihm eigens gegründeten Verlag Tomicek:
- Jahrbücher (9): Die besten Tomicek-Karikaturen 2007-2015, Verlag Tomicek, Werl[1]

Seine Zeichnungen finden sich zudem in vielen karikaturistischen Sammelbänden:
- Sammelbände (7) Die Karikaturen des Jahres 1990-1998, zusammengefasst von Klaus Bresser

Weitere Bücher, bei denen Tomicek alleiniger Autor war, sind:
- Zehn kleine Kelly-Kinder, Verlag Walter Podszun, Brilon 1996 – eine satirische Darstellung der irischen Kelly-Musikerfamilie in Anlehnung an die Geschichte von den „Zehn kleinen Negerlein“
- Grüne Welle, Verlag Tomicek, Werl 2011
- Merkel-Modus, Verlag Tomicek, Werl 2012
- Tiere in der Karikatur, Verlag Tomicek, Werl 2015[2]

## Auszeichnungen
- 2007: Deutscher Preis für die politische Karikatur 1. Platz[3]